# Калачакра ступа
В будизма Калачакра ступа е ступа, чиято символика не е свързана със събитие от живота на историческия Буда Шакямуни, а със символите на Калачакра Тантра и е най-рядко срещания вид ступа.

## Символика
Специфичната символика на калачакра ступата е свързана както със символиката на ступите изобщо, така и с будистката идея за вселената, както е описана в ученията на Калачакра.
Ступите изразяват съвършената природа на ума. Те символизират както просветлените тяло, реч и ум на Буда и десетте нива на Бодхисатва, така и вселената. Те показват хармонията и съвършенството на всички закони управляващи света.
В Калачакра Тантра са застъпени както външни аспекти като например космологията, астрономия и астрология, така и вътрешни аспекти като енергийна система на тялото.  Смята се, че Калачакра Супата има голяма защитна сила. 

## Калачакра Ступите по света

### Древната ступа Дханякатака в Амаравати, окръг Гунтур, Индия
Това е най-старата калачакра ступа, построена на мястото, където според устните приемствености на Ваджраяна историческият Буда Шакямуни за първи път преподал Калачакра тантра. Макар днес Ступата да не е стигнала до нас напълно съхранена в близкия музей се пазят някои стели и мраморни гравюри, а също цялостна реплика от първоначалната Дханякатака ступа. Според традицията Буда преподал тук Калачакра тантра на избрани ученици, което означава, че Ступата е от около 500 г. пр.н.е. Както пише Таранатха: „на пълнолунието на месеца Чаитра в следващата година след просветлението си, при голямата ступа Дханякатака Буда излъчил мандалата на „Славния Лунен Дом“ (Калачакра). В тантричния будизъм Дханякатака (Амаравати) се смята за много важно място на разкриването на калачакра тантра.

### Ступата в Източен Тибет
Тя се намира близо до границата на стария Тибет и е построена за да защити страната от негативни влияния. Тя служи като вдъхновение за построяването на калачакра ступата в Южна Испания.

### Ступата в манастира Бокар в Мирик, Индия
Тази калачакра ступа е построена през 1988 г. Манастирът принадлежи на школите Карма Кагю и Шангпа Кагю. В ступата има реликви от Буди и Бодхисатви, мантри и свещени предмети, както и мандали на определени Буда аспекти.

### Ступата в Карма Гьон, Испания
Тя е открита 1994 г. Под ръководството на лама Чечу Ринпоче в южна Испания. Тази е първата открита от него ступа в Европа и се смята за „Ступа Майка“ за всичките Ступи на Запада.  Намира се в Будисткия център Карма Гьон и е проектирана от архитект Войтек Козовски. Висока е 13 м. Пълна е с реликви от Буда, текстовете на пълните му поучения Канджур и техните по-късни коментари Тенджур и др. и по времето когато е построена е едва трета от вида си в света.  В духа на непалската традиция тя е изписана с т.нар. очи на Буда подобно на прочутата Ступа Бода в Катманду. 

### Ступата в Дарамсала в Индия
Тази Ступа се намира в резиденцията на Далай Лама в Дарамсала в Индия. Построена е непосредствено преди Ступата в Гаранас в Австрия.

### Ступата в Гаранас в Австрия
Тази Ступа е построена на земята на центъра Калачакра Калапа в югозападна Щирия в Австрия и е точно копие на тази в резиденцията на Далай Лама. Конструирана от Геше Тензин Дарджье, а строителството ръководи Нгауанг Лодьо от манастира на Далай Лама. В нея има Дхарма писания, аромати и др., както и реликви, дарени от висши лами на всички линии на Тибетския Будизъм.